# Balzac v. Porto Rico
Balzac v. Porto Rico, 258 U.S. 298 (1922)  fue un caso en donde la Corte Suprema de los Estados Unidos interpretó que algunos derechos de la Constitución de los Estados Unidos no aplicaban a los territorios no incorporados. Es conocido como uno de los Casos insulares.
El caso se originó cuando el periodista Jesús M. Balzac fue condenado por dos casos de índole criminal en las cortes locales de Puerto Rico. Balzac apeló a la Corte Suprema de los Estados Unidos. Ante dicho foro, sostuvo que su condición de ciudadano estadounidense le hacía acreedor a ser juzgado por un jurado según la sexta enmienda de la Constitución de los Estados Unidos. 
La Corte Suprema falló en contra de Balzac argumentado que no todos los derechos de la Constitución de los Estados Unidos aplicaban a un territorio que no estaba incorporado como parte de la unión americana. El Tribunal Supremo aclaró que la extensión de la ciudadanía estadounidense a los puertorriqueños a través de la Ley Jones de 1917 no tenía el efecto de incorporar a Puerto Rico a los Estados Unidos. La determinación de incorporar un territorio tiene que realizarse de forma expresa por el Congreso de los Estados Unidos.